# Дельбек, Жюльен
Жюльен Дельбек (нидерл. Julien Delbecque; 1 сентября 1903, Харелбеке, Бельгия — 22 октября 1977, Кортрейк, Бельгия) — бельгийский профессиональный шоссейный и трековый велогонщик в 1924-1933 годах.  Победитель велогонок: Тур Фландрии (1925), Париж — Рубе (1926).

## Достижения

### Шоссе
1925
1-й Тур Фландрии
1-й Париж — Лонгви
7-й Париж — Рубе
1926
1-й Париж — Рубе
2-й Бордо — Париж
2-й Чемпионат Бельгии — Групповая гонка
4-й Тур Страны Басков — Генеральная классификация
1-й — Этап 3
4-й Тур Фландрии
5-й Париж — Тур
1927
2-й Чемпионат Бельгии — Групповая гонка
4-й Париж — Рубе
5-й Париж — Тур
9-й Париж — Брюссель
1928
2-й Тур Бельгии — Генеральная классификация
3-й Тур Кёльна
1929
10-й Тур Фландрии

### Трек
1924
3-й Шесть дней Брюсселя